# 60-та паралель південної широти
60-та паралель південної широти — лінія широти, що лежить на 60 градусів південніше земної екваторіальної площини. Паралель не перетинає жодну ділянку суходолу і повністю проходить через Світовий океан. Найближчою ділянкою суходолу до паралелі є група скель Мелсон-Рокс, розташована на північ від острова Коронейшн у архіпелазі Південних Оркнейських островів, які лежать приблизно за 54 км на південь від паралелі, а також острови Туле та Кука в групі Південних Сандвічевих островів, які лежать приблизно за 57 км на північ від паралелі (острів Кука розташований трохи ближче).
60-ту паралель південної широти використовують при визначенні північної межі Південного океану, хоча деякі організації та країни, зокрема Австралія, мають інші визначення. На території, що лежать на південь від цієї паралелі, поширюється Договір про Антарктику. Також 60-та паралель пд.ш. є південною межею Без'ядерної зони у південній частині Тихого океану (згідно з Раротонзьким договором) та Без'ядерної зони у Латинській Америці (згідно з Тлателольським договором).
На цій широті під час літнього сонцестояння сонце видно 18 годин 52 хвилини, а під час зимового сонцестояння — 5 годин 52 хвилини. 21 грудня максимальна висота Сонця становить 53.44°, а 21 червня — 6,56°. В день літнього сонцестояння та протягом всього грудня вночі спостерігаються навігаційні сутінки. Кожного дня з 17 лютого по 24 жовтня можна спостерігати як астрономічний світанок, так і астрономічні сутінки. Це найнижча широта, на якій спостерігаються білі ночі.
Широти, що лежать на південь від цієї паралелі часто називають "Пронизливими 60-тими" через те, що на цих широтах дмуть потужні західні вітри, максимальна швидкість яких може досягати понад 145 км/год. Ці вітри можуть формувати хвилі висотою понад 15 м.

## Список географічних об'єктів, що перетинає 60° пд. ш.
Починаючи з Гринвіцького меридіану та рухаючись на схід, 60-та паралель південної широти проходить через:
| Координати                                                  | Океан                                                | Примітки |
| ----------------------------------------------------------- | ---------------------------------------------------- | -------- |
| 60°0′ пд. ш. 0°0′ сх. д. / 60.000° пд. ш. 0.000° сх. д.     | Нульовий меридіан                                    |          |
| 60°0′ пд. ш. 20°0′ сх. д. / 60.000° пд. ш. 20.000° сх. д.   | Становить межу між Атлантичним та Південним океанами |          |
| 60°0′ пд. ш. 147°0′ сх. д. / 60.000° пд. ш. 147.000° сх. д. | Становить межу між Індійським та Південним океанами  |          |
| 60°0′ пд. ш. 67°16′ зх. д. / 60.000° пд. ш. 67.267° зх. д.  | Становить межу між Тихим та Південним океанами       |          |